# Шупиков, Даниил Ефимович
Даниил Ефимович Шупиков — советский хозяйственный, государственный и политический деятель.

## Биография
Родился в декабре 1906 года в Буйничах.
С 1940 года — на хозяйственной, общественной и политической работе. В 1940—1954 годах — заведующий Организационно-инструкторским отделом ЦК КП(б) Литвы, член Бюро ЦК КП(б) Литвы, участник Великой Отечественной войны, партизан, заместитель Антанаса Снечкуса в республиканском штабе партизанского движения, секретарь ЦК КП(б) Литвы по кадрам, секретарь ЦК КП(б) Литвы, 1-й секретарь Вильнюсского областного комитета КП(б) Литвы.
Избирался депутатом Верховного Совета СССР 1-го и 3-го созывов.
Умер в Москве в 1975 году.